# Grady Alderman
Grady Charles Alderman (Detroit, 10 dicembre 1938 – Evergreen, 5 aprile 2018) è stato un giocatore di football americano ed un dirigente sportivo statunitense che ha giocato nel ruolo di offensive tackle per i Detroit Lions ed i Minnesota Vikings della National Football League (NFL). Scelto nel corso del decimo giro (111º assoluto) del Draft NFL 1960 dai Lions, in precedenza aveva giocato a football per i Titans della University of Detroit Mercy. Egli fu inoltre general manager dei Denver Broncos nel biennio 1981-1982.

## Carriera da giocatore
Dopo aver ricoperto per 3 anni (dal 1957 al 1959) il ruolo di tackle destro nei Detroit Tigers, Alderman fu scelto come 111º assoluto dai Detroit Lions nel corso del decimo giro. Lui e la guardia dei Kansas City Chiefs George Daney furono gli ultimi due giocatori selezionati in NFL a provenire dall'ateneo del Michigan, il cui programma di football fu chiuso nel 1964. Alderman è tutt'oggi considerato uno dei più grandi giocatori nella storia dei Titans e nel 1979 è stato inserito nella Hall of Fame dell'ateneo.
Durante la pre-stagione egli sopravanzò diversi compagni di squadra veterani, guadagnando un posto come guardia di riserva. Alderman chiuse la sua stagione da rookie con 11 apparizioni con la maglia dei Lions, per poi essere messo nella lista dei cedibili ai Minnesota Vikings, che in qualità di expansion team potevano prelevare sino a 3 giocatori da una rosa di candidati scelti da ogni squadra della NFL. In seguito egli rivelò che il suo primo contratto con i Vikings fu di appena 8.000 dollari, con bonus di 50 dollari per ogni partita di pre-stagione giocata.
Alderman fu subito titolare nella prima partita disputata dai Vikings nella loro storia, una vittoria casalinga per 37-13 contro i Chicago Bears. Alderman protesse il lato cieco del quarterback rookie Fran Tarkenton, subentrato a partita in corso al veterano George Shaw, che in quella partita sfornò una prestazione eccezionale fatta di 17 passaggi completati su 23 per 250 yard, 4 touchdown passati ed uno su corsa, e nessun intercetto. Il prosieguo di stagione fu però deludente, e anche le successive stagioni furono tutt'altro che rosee per la squadra del Minnesota. Ciò nonostante Alderman a livello personale giocò sempre su alti livelli, guadagnando nel 1963 la prima di 5 convocazioni consecutive al Pro Bowl, e ad avvalorare la bontà del suo lavoro vi era il fatto che a quel tempo erano solo i giocatori e gli allenatori della lega ad esprimere i voti che avrebbero portato alle convocazioni.
A partire dal 1968 la squadra iniziò ad ingranare sotto la guida del nuovo capo-allenatore Bud Grant, e la linea offensiva dei Vikings, che già poteva contare oltre che su Alderman anche sui pro-bowler Mick Tingelhoff e Milt Sunde, divenne ben presto una delle migliori della lega con le aggiunte via Draft del futuro offensive tackle Hall of Famer Ron Yary e della guardia Ed White. Dopo una prima stagione di rodaggio già nel 1969 i Vikings salirono alla ribalta, conquistando una striscia di 12 vittorie consecutive durante la stagione regolare e viaggiando a ritmi serrati sino alla conquista del Campionato NFL, che diede loro il pass per il Super Bowl IV, poi perso contro i Kansas City Chiefs. A proposito di tale partita Alderman disse: "Questa fa male più di tutte le altre sconfitte al Super Bowl. Noi ci aspettavamo di vincere, il mondo sapeva che avremmo vinto. Pensavamo di aver messo tutto assieme ma in realtà non lo facemmo. La verità è nota, noi probabilmente avevamo bisogno di più giorni di allenamento, non sapevamo molto dei Chiefs. Essi usavano un paio di difese con cui non avevamo confidenza, e le avevamo appena apprese. Difensivamente noi eravamo stati in grado di travolgere chiunque durante la stagione, ma i Chiefs avevano una buona linea offensiva e giocarono molto bene". A livello personale fu comunque un'ottima stagione per Alderman che conquistò la sesta convocazione al Pro Bowl ed il secondo inserimento nella formazione All-Pro della lega (il primo lo ottenne nel 1965).
Nonostante cominciasse ad essere leggermente sottodimensionato per i canoni di offensive tackle che si andavano affermando nella NFL degli anni settanta, Alderman continuò a giocare con i Vikings sino alla prima metà di tale decennio disputando altri due Super Bowl, entrambi persi rispettivamente contro Miami Dolphins e Pittsburgh Steelers. "Non ci aspettavamo di vincere queste partite e credo che giocammo con quella testa", disse in seguito il tackle dei Vikings. Alderman comunque giocò il Super Bowl VIII con la consapevolezza di avere un cancro diagnosticatogli dopo la vittoria all'NFC Championship contro i Dallas Cowboys. Nonostante il parere contrario dei dottori, egli volle giocare lo stesso la finalissima, tenendo i compagni di squadra all'oscuro di tutto. Operatosi dopo il Super Bowl, tornò disponibile per la stagione 1974, che fu poi l'ultima. In realtà Alderman nel 1975 si trasferì ai Chicago Bears, ma venne svincolato con i tagli a roster precedenti l'inizio della stagione regolare.
Egli chiuse la sua carriera con la maglia dei Vikings con 193 gare giocate, risultato che tutt'oggi lo pone al settimo posto della franchigia nella classifica delle presenze. Ottimo in pass protection, fu anche un lineman molto attento allo sviluppo dell'azione, tanto che in carriera recuperò ben 13 fumble persi dai compagni di squadra, e protesse per quasi tutta la sua carriera il lato cieco di Tarkenton (eccezion fatta per le stagioni che vanno dal 1967 al 1971, durante le quali questi giocò per i New York Giants), quarterback capace di riscrivere al momento del ritiro tutti i principali record su passaggio della NFL.

### Carriera da dirigente
Commercialista certificato, nel marzo del 1981 fu ingaggiato dai Denver Broncos come general manager, anche grazie all'investitura dell'amico Tarkenton che lo consigliò ad Edgar F. Kaiser, proprietario della franchigia del Colorado. Per ricoprire tale carica, Alderman si dimise da project manager dei Vikings nella costruzione del Metrodome. Fu sollevato dal proprio incarico nel dicembre del 1982, non prima di aver comunque selezionato al Draft uno dei migliori giocatori nella storia dei Broncos come il defensive back Dennis Smith.

## Palmarès

### Franchigia
- Campionato NFL: 1

Minnesota Vikings: 1969
- National Football Conference Championship: 2

Minnesota Vikings: 1973, 1974

### Individuale
- Convocazioni al Pro Bowl: 6

1963, 1964, 1965, 1966, 1967, 1969
- Second-Team All-Pro: 2

1965, 1969
- Squadra ideale del 25º anniversario dei Minnesota Vikings
- I 50 più grandi Vikings

## Statistiche
| Partite totali             | 204 |
| Partite totali da titolare | 175 |
| Fumble recuperati          | 13  |